# 雅仁德
雅仁德（爱德华·路易•阿恩特，Edward L. Arndt；1864年12月19日—1929年4月18日）美国密苏里路德会差会中美信义会（福音道路德会）的先锋传教士。

## 生平经历
1864年12月19日，雅仁德出生于波美拉尼亚（波兰走廊）布科温（Bukowin）的一个路德宗家庭。他们前往美国，以提高生活水平。他们定居在芝加哥的西边，那里的土地很便宜。他的父亲费迪南德·约翰·阿恩特基本上没有受过教育，不会拼写。他是一个鞋匠，很快就学会了如何建造房子。他希望他所有的儿子都接受教育，成为牧师，甚至希望雅仁德能担任他的牧师。
雅仁德就读于堂区学校，他的老师准备让他进入印第安纳州韦恩堡的协同学院（Concordia College）。1865年，19岁时毕业于圣路易斯的协同神学院（Concordia Seminary）。在韦恩堡学习理科时，他对昆虫学产生了兴趣，想去巴西。最终他成为了一名理科教授。
雅仁德是一位忠心耿耿的丈夫和父亲。1887年5月1日，在印第安纳州韦恩堡，他与约翰娜·玛丽·卡罗琳·所罗门结婚。他在13岁读书时与她相识，一直是朋友。他们生了八个孩子：约瑟夫（1888-1906）：莉迪雅（1889-1971）;保罗（1891-1969）;艾格尼丝（1893-1974）;沃尔特（1897-1943）;克里斯蒂安（1899-1966）;卡尔（1903-1991）;爱德华（1909-）。

### 接触神学
雅仁德第一次侍奉是在密歇根州，在那里他创立了东萨吉诺（East Saginaw）的三一路德教会（Trinity Lutheran Church）。他在那里住了十二年。
1897年，雅仁德前往明尼苏达州圣保罗刚成立三年的协同学院（Concordia College），被任命为第一位理科教授。他为这所大学服务了十三年。在保持学院的学术水平方面，他毫不不妥协。1908年夏天，他要求密苏里大会主席弗里德里希·普福滕豪尔的儿子马丁·普福滕豪尔留级，引起了一场争议，后来又与协同学院的创始人之一的儿子卡尔冯申克发生冲突，他没有得到教职员工的支持，最终于1910年2月20日被解雇。
雅仁德参加了在明尼阿波利斯和芝加哥举行的几次传教会议，开始对中国感兴趣。当时中国仍然由衰落的满清帝国统治。1912年5月，他创建了中国差会。仅仅两个月后，雅仁德在新乌尔姆按立为传教士。他自费出版了两本布道书籍，一本英文，一本德语。出售所得用作差会基金。他还编辑了一本差会通讯，收费25美分，读者定期付款，用于维持差会运转。差会度过了五年的困难岁月，直到1917年8月31日，被密苏里路德会接纳。

### 在中国传教
1913年（民国二年）1月24日，雅仁德牧师與妻子和七個孩子中的四個，离开美国明尼苏达州圣保罗，2月28日，抵達中國上海，接着又沿長江西上，於3月3日抵达當時中國内地主要的国际港口城市汉口。雅仁德精通德语和英语，虽然他这时已经49岁，但还是掌握了汉语。9月14日，他在汉口华清街建立了第一座礼拜堂锡恩堂。1914年3月29日，施行了第一次洗礼。1920年，在湖北施南府（今恩施）设立了教堂。1922年，在汉口成立协同神学院，校内设有协同堂。1932年迁渣甸路（今解放公园路）怡和村，院址现为育才幼儿园租用。在中国，他与所有路德宗差会保持着密切的联系，帮助在第一次世界大战期间滞留在中国的德国传教士。战争期间，他在德国教堂讲道。
这个年轻的差会关于对上帝汉语称谓的术语问题引起了很大的争议。雅仁德坚持使用“上帝”的称呼，而他的对手黎立德（George Lillegard）则认为“神”更适合描绘圣经之神。即使在1926年圣路易斯协同神学院的教职工坚决反对他之后，他仍然坚持自己的观点。
在1926-1927年，雅仁德在革命党执政期间，拒绝离开汉口的岗位。两名由他训练的传道人受到错误的指控，如果不是他去证明他们的清白，他们将面临处决。在这场骚乱中，雅仁德采取了一些措施，在必要时放弃了美国公民身份，以留在他的信徒中。他去世的谣言传开，连卑微的人力车夫也知道大胡子死了。1929年4月18日，雅仁德在汉口去世，安葬在汉口万国公墓，享年64岁。他的墓地可能在1931年的毁灭性洪水中幸存了下来，但政权变动后，所有坟墓都被夷为平地。1981年，他的儿子爱德华去到墓地，发现没有留下任何痕迹。